# Cazaci din Kuban

Drapelul cazacilor din Kuban

Cazacii din 'Kuban' (în limba rusă: Кубанские кaзаки, Kubanskie Kаzaki ori кубанцы kubanțî) sunt cazaci care trăiesc în regiunea Kuban a Rusiei. Deși în regiunea nordică a Caucazului s-au așezat o multitudine de grupuri de cazaci, cei mai mulți cazaci din Kuban sunt descendenții cazacilor de la Marea Neagră, (la rândul lor la origine cazaci zaporijieni) și ai celor de pe linia Caucazului. 
Armata cazacilor din Kuban  (Кубанское казачье войско) este unitatea administrativă și militară a cazacilor din regiune în perioada 1860-1918 și din 1990 până în prezent.

## Istoric

### Cazacii de la Marea Neagră
În regiunea cursului mijlociu al fluviului Nipru din Ucraina au trăit cazacii zaporijieni. Pe la sfârșitul secolului al XVIII-lea, capacitatea lor de luptă s-a redus în mod considerabil, datorită faptului că principalii lor adversari, Hanatul Crimeii și Uniunea statală polono-lituaniană încetaseră să mai existe, iar administrația rusă găsea inutilă organizațiile militare ucrainene. Pe de altă parte, Siciul Zaporijian reprezenta un loc refugiu pentru iobagii fugari, în care autoritatea centrală nu putea să-și exercite controlul, și care era pe de altă parte un important focar de răscoale, care izbucneau periodic în Ucraina. În același timp, cazacii se opuneau cu tărie oricărei încercări a guvernului central de colonizare a teritoriilor pe care primii le considerau ale lor. În 1775, după o lungă serie de atacuri împotriva coloniștilor sârbi, împărăteasa Ecaterina cea Mare i-a ordonat lui Grigori Potiomkin să distrugă armata cazacilor zaporijieni. La rândul lui, Potiomkin l-a însărciant cu ducerea la începlinire a acestui ordin pe generalul Piotr Tekeli. 
Cazacii zaporijieni s-au împrăștiat în lume. Aproximativ 5.000 de bărbați, adică 30% dintre efectivele armatei, au fugit în Imperiul Otoman, în regiunea Dunării inferioare. O altă parte a lor s-au înrolat în unitățile de husari și dragoni ale armatei imperiale ruse, în vreme ce majoritatea s-au transformat în simpli țărani și negustori. 
Doar peste câți ani, administrația rusă a fost forțată să-și schimbe decizia în legătură cu cazacii zaporijieni, odată cu escaladarea conflictului cu Imperiul Otoman. În 1778, sultanul turc le-a oferit zaporijienilor permisiunea să-și reconstruiască „Siciul” în Delta Dunării (Siciul Dunărean). Potiomkin a sugerat în 1787 să se formeze o „Armată a zaporojienilor loiali” în jurul a unor atamani foarte respectați. 
Noua formațiune căzăcească a jucat un rol de primă importanță în timpul războiului ruso-turc din 1787–1792. Pentru a le răsplăti loialitatea și vitejia, împărăteasa le-a oferit spre folosință eternă regiunea Kubanului, locuită pe atunci de rămășițe ale triburilor de nogai. Acesți cazaci, rebotezați între timp „cazaci de la Marea Neagră”, au emigrat în masă (aproximativ 25.000 de bărbați) în perioada 1792 – 1793 în Kuban. 

### Serviciul de pază al frontierei ruse (1777-1860)
În următorii cincizeci de ani, micul avanpost Novohopiorskaia a crescut în dimensiuni și importanță, fiind punctul central al luptelor împotriva nogailor și circasienilor. În timpul războiului ruso-turc din 1768 – 1774 cazacii din patru stanițe de pe râul Hopior au cerut să formeze un regiment nou. Ca răspalată pentru serviciile aduse în timpul conflictului, Ecaterina cea Mare a aprobat cererea „Regimentului Hopior” printr-un decret din 6 octombrie 1774. 
La sfârșitul războiului s-a semnat Tratatul de la Kuciuk-Kainargi, prin care Rusia își extindea teritoriul la sud de vărsarea râului Kuban în Marea Azov până la malul drept al râului Terek. Cele 500 de verste (aproximativ 533 km) de frontieră neapărată au fost trecute sub protecția noului format Regiment Hopior, a unor cazaci de pe Volga și a unui regiment de dragoni din Vladimir, (ultimele două transferate în regiunea Caucazului). Aceste forțe au format linia defenivă Azov – Mozdok. Această mișcare de trupe a marcat pregătirile rușilor pentru cucerirea Caucazului.
Regimentul Hopior a fost făcut responsabil pentru flancul de apus al liniei defensive. Ei au fondat fortăreața Stavropol (22 octombrie 1777) și trei  stanițe: Moskovskaia, Donskaya și Severnaia, cu câte 140 de familii căzăcești în fiecare locație. Regimentul Hopior a primit în 1779 propriul lui district administrativ. Condițiile de viață ale cazacilor erau foarte grele, în condițiile în care circazienii organizau raiduri aproape zilnice împotriva pozițiilor rușilor. Regimentul Hopior și-a extins controlul în 1804 mult spre vest în teritoriul Kabarda, unde au fondat șase noi stanițe, așa-numita „Noua linie a Kubanului”:  Barsukovskaia, Nivinnomisskaia, Belomecețkaia, Batalpașinskaia (Cerkesskul contemporan), Bekeșevskaia și Suvorovskaia. Următoarea expansiunea a avut loc în 1828, când Regimentul Hopior au finalizat cucerirea teritoriilor karaciailor. Aceiași cazaci au participat la prima expediție rusească care a cucerit vârful Elbrus în 1829.

Administrația regiunii nou cucerite a devenit atât de greoaie, încât reforma militară din 1832 a unit zece regimente de la vărsarea râului Terek până la cursul Hopiorului din vestul Kabardei, formând Armata Liniei Caucazului.  În plus, regimentul Hopior a primit și mai multe așezări țărănești, ceea ce ridica forța de muncă la aproximativ 12.000 de suflete. Odată cu înaintarea spre răsărit, spre cursul râului Bolșaia Laba, districtul militar Hopior a fost împărțit în două regimente, care au format „Linia Laba”: Spokoinaia, Ispravnaia, Podgornaia, Udobnaia, Peredovaia, Storojevaia.

### Zaporijienii din regiunea Kuban

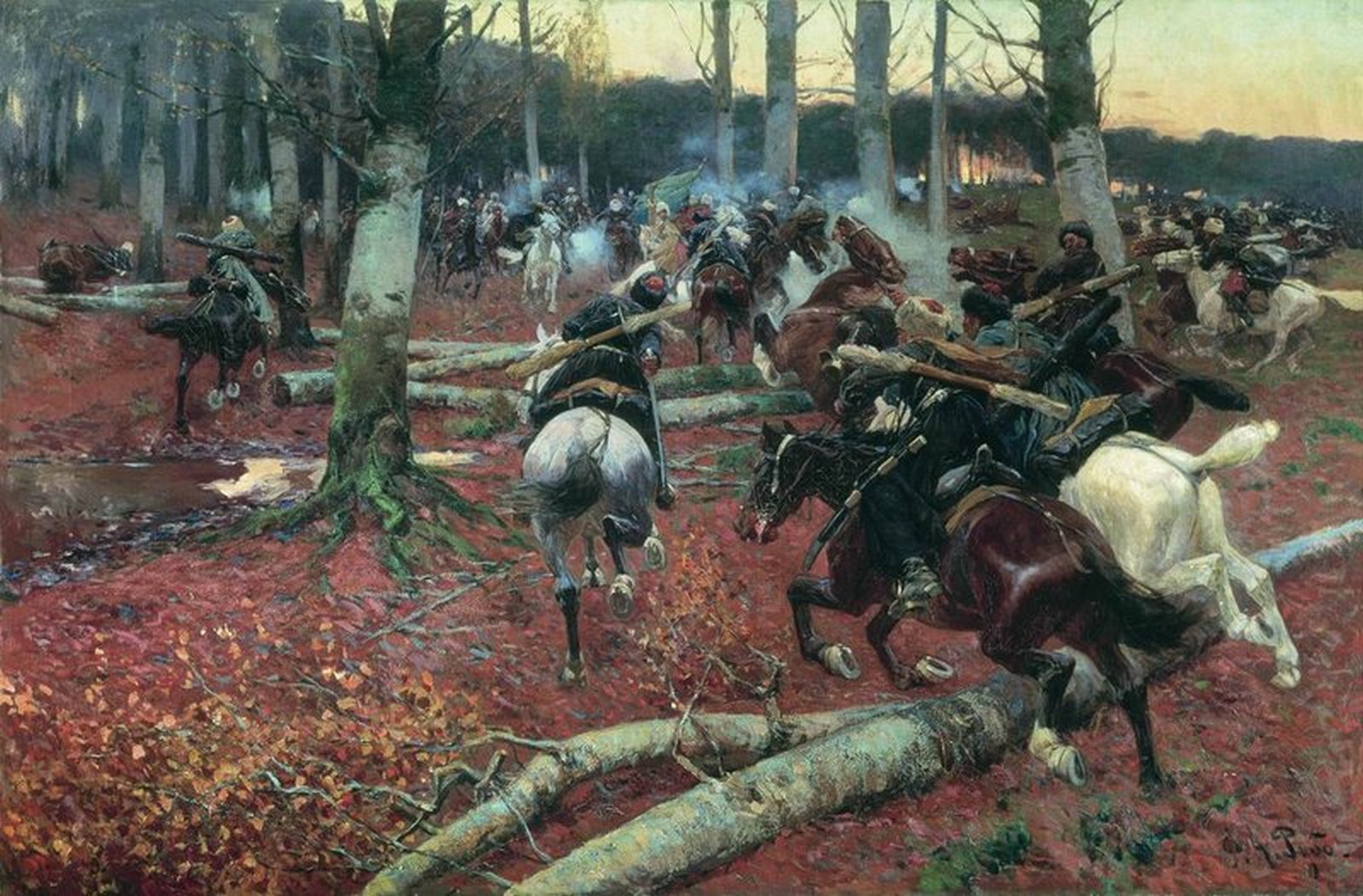
Cazaci în recunoaştere în timpul războaielor din Caucaz, pictură de Franz Roubaud

Numeroase tradiții ale cazacilor zaporijien au continuat în noile lor locații de la Marea Neagră, precum alegerea de către adunarea cazacilor a conducerii administrative, dar au apărut și tradiții noi. În locul unui Sici central, a fost constituită o linie defensivă de la vărsarea râului Kuban în Marea Neagră până la gurile râului Bolșaia Laba. Regiunile de la nord de această linie au fost populate cu cazaci locuitori ai stanițelor. A fost constuit un nou centru administrativ la Ekarerinodar („Darul Ecaterinei”). Armata cazacilor de la Marea Neagră și-a trimis oamenii în cele mai importante campanii ale Imperiului Rus, precum au fost înăbușirea Insurecției lui Kościuszko din 1794, expediția persană a Ecaterinei cea Mare, (în timpul căreia aproape o jumătate dintre cazaci au murit de foame sau boli), sau respingerea invadatorilor francezi din 1812. Noua armată a mai participat și la războiul ruso-persan din 1826 - 1828, (în timpul căreia au cucerit ultimul bastion otoman de pe coasta de nord a Mării Negre, fortăreața  Anapa). În cursul Războiului Crimeii cazacii au reușit să respingă orice tentativă de debarcare a inamicilor în Peninsula Taman, în vreme ce alți camarazi de-ai lor au participat la  apărarea Sevastopolului. 
După încheierea războiului ruso-turc din 1828 – 1829, cei mai mulți cazci ai Siciului Dunărean au trecut în mod oficial de partea rușilor, au fost amnistiați și recolonizați între Mariupol și Berdiansk, formând Armata cazacilor de la Azov. 

## Expansiunea

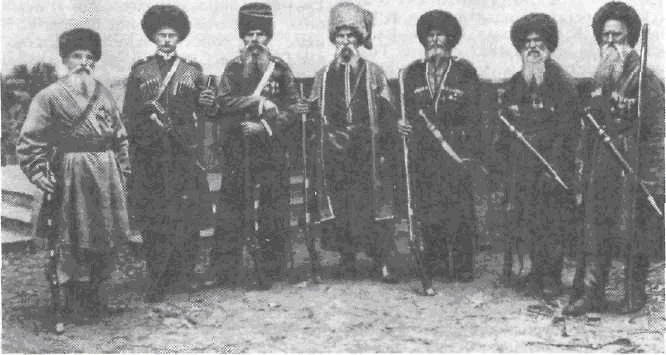
Cazaci din Kuban, sfârşitul secolului al XIX-lea

Armata Mării Negre și-a continuat înaintarea sistematică în regiunile muntoase ale Caucazului Nordic. După ce au luat parte activă la faza finală a cucerirea Caucazului de către ruși, cazacii colonizat rând pe rând regiunile pe care le-au cucerit. Pentru a ajuta procesul de colonizare, la mijlocul secolului al XIX-lea, au fost aduși în Caucaz încă 70.000 de foști cazaci zaporijieni din reginile Bugului, Ekaterinoslavului și Azovului. Aceste grupuri căzăcești au fost îndepărtate pentru a permite colonizarea Noii Rusii cu noi grupuri etnice, în condițiile în care starea de slăbiciune a Imperiului Otoman și formarea noilor state independente din Balcani nu mai făceau necesare prezența lor aici. Aceste grupuri de cazaci au fost colonizați în Kuba în 1860 și forțele lor au fost unite cu cele ale Armatei liniei Caucazului. 

### Apogeul Armatei Kubanului
Efectivele noii armate a crescut suficient de mult pentru a o plasa pe locul doi între armatele căzăcești. Cazacii din Kuban au continuat să ia parte activă la viața politico-socială a Rusie din secolul al XIX-lea, de la sfârșitul războiului împotriva circasienilor, care s-a încheiat la scurtă vreme după formarea armatei Kubanului. O unitate de mici dimensiuni a cazacilor din Kuban a luat parte și la luptele pentru cucerirea Hanatului Hiva. Campania cea mai importantă la care au luat parte cazacii din Kuban a fost Războiul ruso-româno-turc din 1877 – 1878, în timpul căruia au luptat atât pe frontul din Balcani și pe cel din Caucaz. În cazul frontului din Caucaz, cazacii din Kuban au asigurat 90% din efectivele cavaleriei ruse. Cele mai importante lupte la care au luat parte cazacii din Kuban au fost bătăliile din Pasul Șipka, apărarea orașului  Bayazet și bătălia finală de la  Kars.
Trei regimente din Kuban au luat parte la asaltul fortăreței Geok Tepe din Turkmenistan în 1881. 
În timpul  războiului ruso-japonez (1904-1905), cazacii din Kuban au mobilizat șase regimente de cavalerie, cinci batalioane de infanterie și o baterie de artilerie. 
Cazacii au participat la ducerea la îndeplinire a obiectivului strategic al colonizării Kubanului. Armata a avut în stăpânire peste șase milioane de desiatine de pământ, dintre care 5,7 milioane aparțineau stanițelor, restul rămând în rezerva aramatei sau în proprietatea particulară a ofițerilor sau oficialilor cazaci. După ce împlineau vârsta de 17 ani, tinerii cazaci primeu 16 până la 30 de desiatine pentru cultivare și uz personal. Odată cu creșterea populației căzăcești datorită sporului natural, suprafața medie în folosință a scăzut de la 23 de desiatine în deceniul al cincelea al secolului al XIX-lea la 7,6 în 1917 (1 desiatina = 14,57 m2).
Caracterul militar al Kubanului era reflectat și în împărțirea administrativă a teritoriului. Spre deosebire de gubernia tipică a Imperiului Rus, care era împărțită în uezduri (districte), teritoriul Kubanului era organizat ca oblast, divizată în mai multe „otdele” (regiuni). Fiecare otdel avea propria sa sotnie, împărțită la rândul ei în stanițe și hutoare. Atamanul (comandantul) fiecărei regiuni era responsabil nu doar de pregătirea militară a cazacilor, dar și pentru problemele de administrație locală. Atamanii stanițelor și hutoarelor erau aleși de cazaci, dar numirea oficială era făcută de atamanii otdelelor. La rândul lor, aceștia din urmă erau numiți de atamanul armatei, care era numit direct de împărat. Până în 1870, acest sistem legislativ din oblast a rămas unul de factură militară, iar deciziile legale erau luate de atamanii de stanițe și de doi judecători aleși. Mai apoi, sistemul a devenit mult mai birocratic, iar funcțiile judiciare au devenit independente de conducerea stanițelor. 
Viața politică mai liberală din Kuban a fost direct reflectată de standardele de viață ale locuitorilor. O caracteristică centrală a vieții cazacilor din Kuban a fost sistemul de învățământ. Primele școli au existat încă din timpul migrației de la Marea Neagră, iar în 1860, armata avea un gimnaziu și treizeci de școli elementare. În 1863 a fost publicat primul periodic din regiune, iar doi ani mai târziu a fost deschisă prima bibliotecă a armatei la Ekaterinodar. În 1870, numărul școlilor rurale crescuse la 170. Prin comparație cu restul Imperiului Rus, Oblastul Kuban avea la începutul secolului al XX-lea o rată a alfabetizării mai ridicate, de peste 50%, în fiecare an aproximativ 30 de elevi din familiile căzăcești fiind trimiși să studieze la diferite universități, cea mai ridicată rată din toate regiunile rurale ale Rusiei. 
Pe de altă parte, conflictele cu administrația țaristă erau numeroase. În timpul domniei lui Alexandru al II-lea, reformele sale au împărțit Linia Caucazului prin crearea unui nou oblast independent – Stavropol. Această nouă formațiune administrativă a fost colonizată cu țărani, iar pământurile atribuite acestora au fost luate cu forța de la cazaci. Acest val de colonizare a dus la formarea unor noi minorități în regiune – cea armenescă și cea ucraineană. Până în 1888, populația ne-căzăcească din Oblastul Kuban ajunsese la 48%. Prin alte reforme administrative, guvernul central i-a împiedicat pe cazaci să colonizeze unele regiuni ale Kubanului, precum regiunile de coastă ale Mării Negre, unde a fost creată o gubernie separată. 
În pofida unor astfel de măsuri, în timpul tentivei de asasinat din 1881, împăratul a fost apărat în primă fază cu propriu trup de un cazac din Kuban. Doar insistența împăratului de a părăsi trăsura ca să-l onoreze pe cazacul muribund le-a permis atentatorilor să arunce o a doua bombă, care l-a ucis pe monarh. 

### Revoluția Rusă și Războiul Civil
În timpul Revoluției din 1917 și a războiului civil care a urmat, cazacii s-au găsit într-o situație foarte complicată, dată fiind loialitatea lor tradițională față de monarhia rusă. În octombrie 1917, s-au format simultan Republica Sovietică a Kubanului și Rada Kubanului, fiecare proclamându-se reprezentantul de drept al populației din zonă. La scurtă vreme după proclamare, Rada a proclamat înființarea Republicii Populare a Kubanului, dar bolșevicii au desființat Parlamentul local. Deși cei mai mulți dintre cazaci au fost de partea Radei, alții s-au alăturat bolșevicilor, care le promisese autonomie. 

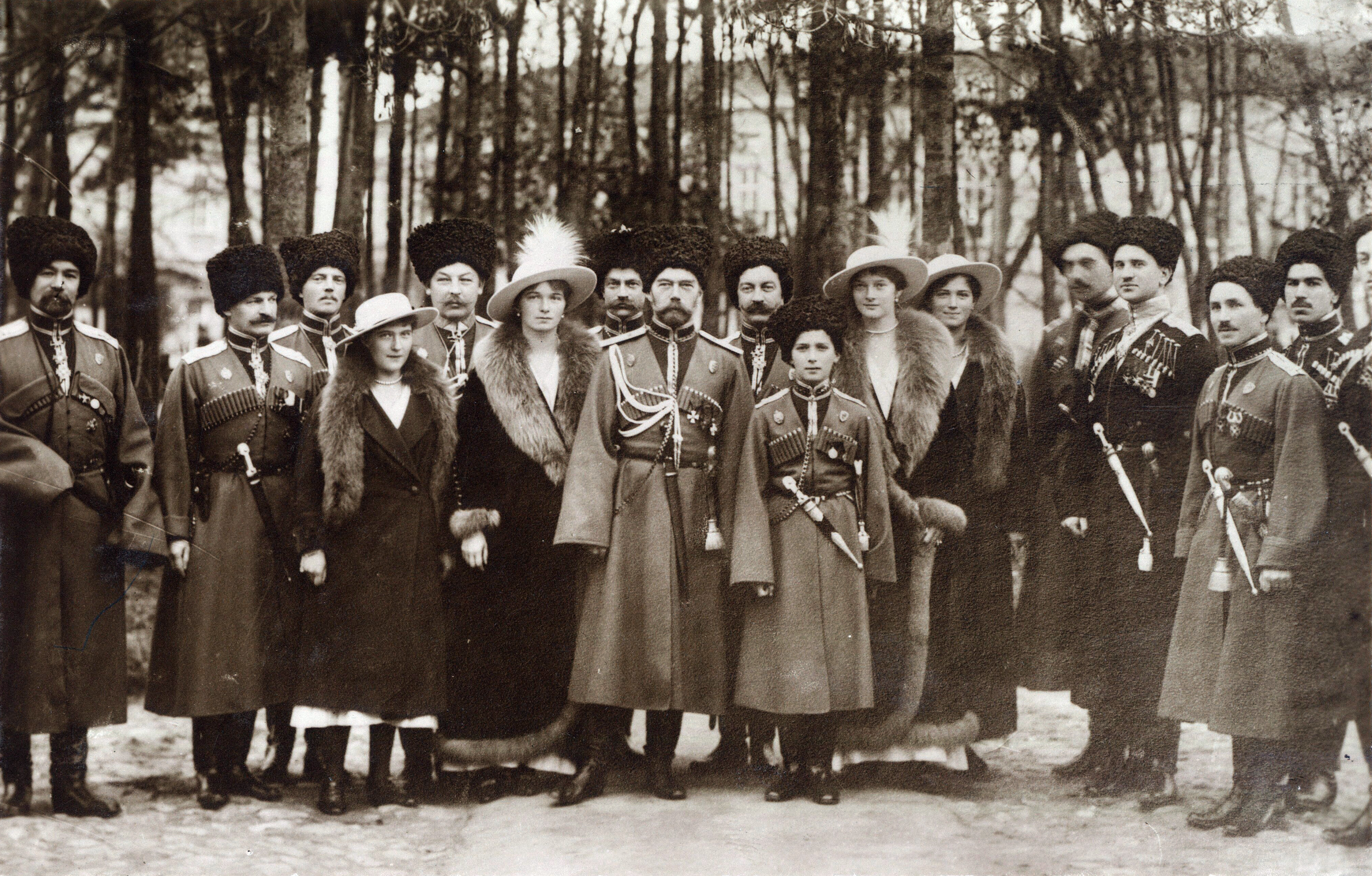
Ţarul Nicolae al II-lea şi familia sa în mijlocul gărzii personale formate din cazaci din Kuban

În martie 1918, după ofensiva încununătă cu succes a lui Kornilov, Rada s-a plasat sub autoritatea generalului. După moartea lui Kornilov din iunie 1918, Rada a semnat o înțelegere pentru formarea unei federații cu guvernul hatmanului Pavlo Skoropadski. Divizarea din rândul cazacilor a continuat: în timp ce unii dintre ei s-au reîntors la casele lor, alții s-au alăturat bolșevicilor. În plus, cazacii oscilau între loialitatea către Armata Rușilor Voluntari a lui Denikin și forțele naționaliste ucrainene. 
Pe 6 noiembrie 1919, forțele lui Denikin au luat cu asalt Rada și, cu ajutorul atamanului A. Filimonov, au arestat zece dintre parlamentari, inclusiv pe premierul Radei, P. Kurganski. Parlamentarii arestați au fost spânzurați pentru trădare. Numeroși cazaci s-au alăturat forțelelor lui Denikin și au luptat în cadrul Armatei Voluntarilor. După înfrângerea lui Denikin din 1919, când devenise clar că bolșevicii aveau să ocupe Kubanul, unele grupuri pro-ucrainene au încercat să restaureze Rada, să se distanțeze de Armata Voluntarilor și să lupte cu bolșevicii în alianță cu ucrainenii. Cu toate acestea, pe la începutul anului 1920, Armata Roșie a preluat controlul asupra Kubanului, iar forțele Radei și ale lui Denikin au fost definitiv înfrânte. 

### Instaurarea puterii sovietice
După victoria sovietică, numeroși cazaci din Kuban au fugit din țară, pentru ca să evite persecuțiile bolșevicilor. La scurtă vreme după victoria Armatei Roșii, Armata cazacilor din Kuban a fost dizolvată în mod oficial. Guvernareul sovietic îi considera pe toți cazacii ca o amenințare la adresa sa, în principal datorită atașamentului acestora din urmă față de țar și a de Armata Albă. A fost declanșată o campanie împotriva cazacilor, familiile cazacilor din Kuban fiind supuse unei segregări deliberate. Bolșevicii au oferit cea mai mare parte a teritoriului sub-caucazian noilor republici ale minorităților locale și i-au forțat pe cazaci să se mute în regiunea stepelor. De asemenea, bolșevicii au declanșat procesul de colectivizare a pământurilor din stepele fertile. Cei mai mulți cazaci s-au transformat în țărani și au muncit în noile condiții. În timpul foametei din 1932 - 1934, numeroși cazaci au murit de foame.

### Al Doilea Război Mondial

#### Colaborarea cu Wehrmachtul și Waffen SS

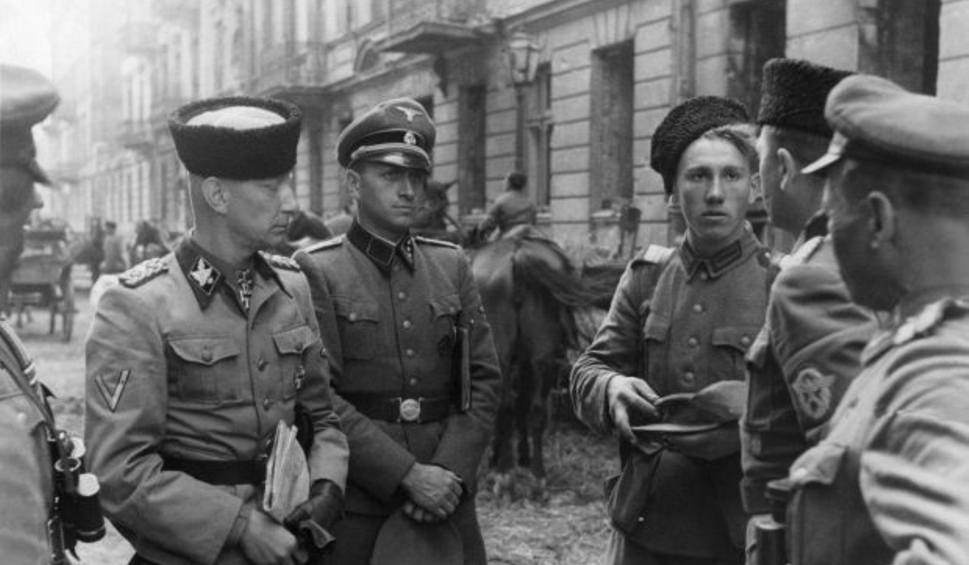
Militari Waffen SS şi ai Regimentului al III-lea de cazaci în timpul Insurecţiei din Varşovia. Regimentul era compus din cazaci de pe Don şi din Kuban

Primii colaboraționiști ruși au fost recrutați din rândul cazacilor sovietici prizonieri de război și din dezertorii din Armata Roșie după primele înfrângeri ale sovieticilor din timpul Operațiunii Barbarossa. După ce au suferit ororile colectivizării și ale decazacizării, odată cu ajungerea germanilor în Kuban, cazacii i-au întâmpinat  pe militarii Axei ca pe niște eliberatori. Numeroși cazaci din Kuban au ales să se alăture germanilor, ori pe când erau în lagărele germane de prizonieri, ori când au dezertat din cadrul armatei sovietice. De exemplu, maiorul Kononov a dezertat pe 22 august 1941 împreună cu un întreg regiment și a fost unul dintre principalii organizatori ai cazacilor voluntari din Wehrmacht. 
Au existat mai multe detașamente căzăcești în cadrul Wehrmacht încă din 1941, dar Divizia I de cazaci a fost formată din cazaci de pe Don, Terek și din Kuban în 1943. La acestă divizie s-a adăugat cea de-a două în decembrie 1944. Amândouă diviziile au participat la luptele împotriva partizanilor din Iugoslavia. În februarie 1945, ambele divizii de cazaci au fost transferate în cadrul Waffen-SS și au foramat Corpul al XV-lea SS de cavalerie cazacă. La sfârșitul războiului, colaboraționiștii cazaci retrași în Italia s-au predat britanicilor, dar, în conformitate cu prevederile Conferinței de la Ialta, au fost repatriați cu forța împreună cu alți colaboraționiști în Uniunea Sovietică. (Vedeți și Trădarea cazacilor)

#### Cazacii din Armata Roșie
În ciuada dezertărilor din Armata Roșie, majoritatea cazacilor a rămas loială statului sovietic. În bătăliile de la începutul războiului, așa cum a fost încercuirea de la  Białystok, unitățile de cazaci au luptat cu vitejie și devotament, uneori până la ultimul om. 
În perioada înaintării germane spre Moscova, unitățile mobile de cazaci au fost folosite pentru executarea de raiduri în spatele liniilor inamicului. Cel mai faimos raid al cazacilor a avut loc în timpul lupelor de la Smolensk din 1941. Sub comanda 
generalului Lev Dovator, Corpul al 3-lea de cavalerie compus din cazaci din Kuban și de pe Terek a executat timp de zece zile un raid de 300 km, a reușit să distrugă spatele Armatei a IX-a germane, după care să străpungă liniile inamice și să se reîntoarcă pe pozițiile sovietice. În același timp, cazacii din Corpul al 2-lea de cavalerie de sub comanda generalului Pavel Belov, compus din cazaci de pe Don, din Kuban și Stavropol au contraatacat pe flancul drept al Armatei a VI-a germane, reușind să întârzie în mod semnificativ înaintarea inamicului spre Moscova. 
Atacurile conduse de cazacii lui Dovator și Belov (ambii generali având mai apoi să le fie conferite titlurile de Eroi ai Uniunii Sovietice, iar unitățile lor să fie înaintate la statutul  „de Gardă”) au asigurat răstimpul necesar pentru formarea unor noi unități combatante și întărirea fortificațiilor capitalei sovietice. De-a lungul întregului război, germanii au reușit să formeze doar două corpuri de cavalerie cazacă, în vreme ce în Armata Roșie erau deja 17 corpuri în 1942. Cea mai faimoasă unitate de cazaci din Kuban a fost Corpul al 17-lea de sub comanda generalului Nikolai Kiricenko.
În fazele de început a Bătăliei de la Stalingrad, când germanii reușiseră să ocupe Kubanul, majoritatea populației Kubanului s-a implicat în luptele de partizani cu mult înainte ca generalii Piotr Krasnov și Andrei Șkuro să înceapă activitatea de recrutare. Raidurile cazacilor împotriva pozițiilor germane din Munții Caucaz deveniseră o rutină. După înfrângerea germanilor de la Stalingrad, Corpul al 4-lea de Gardă a cazacilor din Kuban, întărit cu tancuri și artilerie, a străpuns liniile germane și a eliberat orașele Mineralnîe Vodî și Stavropol.
În ultima parte a războiului, deși unitățile de cazaci se dovediseră foarte utile în misiunile de recunoaștere și de pază a spatelui frontului, realitatea a dovedit că epoca cazacilor cavaleriști apusese. Faimosul Regiment al 4-lea de Gardă al cazacilor din Kuban, care luaseră parte la luptele grele din Ucraina de sud și România au defilat în Piața Roșie în timpul Paradei Victoriei din 1945.

## Cazacii din Kuban în zilele noastre
După încheierea celui de-al Doilea Război Mondial, regimentele de cazaci și ultimele unități de cavalerie au fost desființate, Armata Roșie  considerându-le demodate. Cu toate acestea, urmașii cazacilor care au continuat să trăiască în regiunile rurale și-au păstrat tradițiile, chiar dacă în Uniunea Sovietică postbelică autoritățile au refuzat să le recunoască existența. 
Începând cu ultimele două decenii ale secolului trecut, s-au depus mari eforturi pentru revigorarea tradițiilor căzacilor. Armata a fost recunoscută oficial de către atamanul suprem al Armatei marelui Don.  Bucurându-se de sprijinul gubernatorului ținutului Kransnodar, Armata a redevenit o parte integrantă a vieții locuitorilor din Kuban, a desfășurat aplicații comune cu Armata rusă, împărțită sarcina apărării ordinei publice cu Miliția și s-a ocupat de pregătirea premilitară a tineretului. În timpul inundațiilor din Peninsula Taman, cazacii au participat cu personal și echipament la operațiunile de salvare. Armata din Kuban numără în zilele noastre aproximativ 25.000 de bărbați, care sunt organizați în propriile lor unități: un regimen de parașutiști și o brigadă de infanterie motorizată din Districtul militar al Caucazului. 
Cazacii au participat la unele dintre cele mai controversate evenimente care au urmat dizolvării Uniunii Sovietice fiind implicați în conflictele din Osetia de Sud, Crimeea, Kosovo, Transnistria și Abhazia. Conflictul din Abhazia a avut o importanță specială pentru cazaci. Un număr de cazaci care s-au refugiat în regiune în timpul procesului de decazacizare din deceniul al treilea al secolului al XX-lea au fost asimilați de populația locală. Mai înainte de izbucnirea conflictului georgiano-abhaz au existat propuneri pentru crearea unei Armate a cazacilor din Kuban și Abhazia. Când a izbucnit războiul civil din Abhazia, 1.500 de voluntari din Kuban au venit în Abhazia să ajute mișcarea secesionistă. Unul dintre cele mai cunoscute grupuri a fost Sotnia I de sub comanda atamanului Nikolai Pusko, care a distrus o întreagă subunitate de voluntari ucrainei, care luptau de partea georgienilor, după care au fost primii care au intrat în Suhumi în 1993. Din acel moment, un detașament numeros de cazaci din Kuban este mobilizat fără întrerupere în Abhazia, fapt care influențează în mod negativ relațiile dintre Georgia și Rusia. 
Amata cazacilor din Kuban a reușit ca, după negocieri complicate, să repatrieze însemnele, actele și drapelele de luptă care fuseseră evacuate în SUA în 1920, după sfârșitul Primului Război Mondial. Unul dintre cele mai importante documente repatriate a fost ukazul Ecaterinei a II-a prin care împărăteasa recunoștea dreptul etern de proprietate al cazacilor din Kuban asupra unor teritorii de la Marea Neagră. Tot acest tezaur a fost restituit în aprilie 2007. Toate documentele și drapele sunt acum expuse într-un muzeu. 

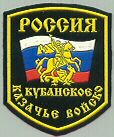
Insigna Armatei contemporane a cazacilor din Kuban

## Cultura
Datorită modelului unic de migrare folosit de cazaciii zaporojieni originari, cazacii din Kuban au produs una dintre cele mai distincte culturi dintre celelalte grupări de cazaci și dintre restul grupurilor etnice din Rusia. Vecinătatea Caucazului și a populațiilor indigene a influențat costumul popular și uniforma militară.  În același timp, acești cazaci au păstrat tradițiile muzicii zaporijiene – formațiile de cântăreți la bandura, corurile bărbătești și formațiunile de dansuri.

## Identitatea națională
Percepția cazacilor din Kuban cu privire la identitatea lor națională s-a schimbat de-a lungul timpului, la fel ca în cazul altor populații din regiunile de graniță. 47,3% din populația Kubanului (inclusiv migranții necazaci din Rusia și Ucraina din secolul al XIX-lea) au declarat în cadrul recensământului din 1897 că limba lor maternă este „malorusa” (termenul folosit în epocă pentru ucraineană), iar 42,6% au declarat ca limbă maternă  „velikorusa”. Cele mai multe producții culturale din Kuban din perioada 1890-1910, (povestiri, piese de teatru, etc.), foloseau ca limbă de exprimare malorusa / ucraineana, iar unul dintre primele partide politice din Kuban a fost Partidul Revoluționar Ucrainean. Autoritățle austro-ungare au primit rapoarte de la organizație ucraineană din Imperiul Rus conform cărora 700 de cazaci din Kuban au fost arestați în Galiția de est de către autoritățile militare ruse datorită refuzuluil lor de a lupta împotriva ucrainenilor din armata austriacă. Rada cazacilor din Kuban a proclamat  limba ucraineană ca limbă oficială în timpul războiului civil. Albii generalului Denikin a ocupat regiunea și a desființat Rada și au reintrodus limba rusă ca limbă oficială în regiune..
După victoria bolșevicilor în războiul civil, Kubanul a fost considerată una dintre cele mai ostile regiuni față de noua putere comunistă. I. V. Stalin a declarat în discursul său din 1923 cu privire la problemele naționale și etnice că există mai multe obstacole în implementarea politicii naționale a partidului. Printre acestea erau enumerate „șovinismul națiunii dominante”, „inegalitatea economică și culturală” și „supraviețuirea naționalismului în rândul unui număr de națiuni care au dat naștere greului jug al asupririi naționale”. În ceea ce privește Kubanul, Stalin avea o abordare aparte. El a considerat că victimele opresiunii au fost țăranii necazaci, care, la fel precum coloniștii din Novorusia, era o populație mixtă din punct de vedere etnic, cu o majoritate ucraineană. Pentru contacararea „șovinismul națiunii dominante” a fost introdusă în regiune politica de „korenizație” (ucrainizare). Rezultatele recensământului din 1926 arătau că în okrugul Kuban exista aproape un milion de ucraineni (62% din populație).
Corespunzător acestei realități naționale au fost deschise aproximativ 700 de școli cu limba de predare limba ucraineană, iar la Institutul Pedagogic din Kuban a fost creat o catedră ucraineană. Au fost publicate numeroase ziare în limba ucrainenaă. Istoricul A. L. Pawliczko a afirmat că a existat chiar o încercare de organizare a unui referendum având ca subiect unirea Kubanului cu RSS Ucraineană.
La sfârșitul anului 1932, politica de ucrainizare a încetat, fiind înlocuită de cea de rusificare, astfel încât la sfârșitul deceniului, majoritatea ucrainenilor din Kuban alegeau să se declarea mai degrabă ruși decât ucraineni.Ca urmare, în cadrul recensământului din 1939, majoritatea populației din Kuban era reprezentată de ruși (86*).  Marea Enciclopedie Sovietică (ediția a 2-a) îi numea în mod explicit pe cazacii din Kuban ca fiind ruși. 
Dialectul al cazacilor din Kuban („balacika”) diferă în mod substanțial de limbile literare rusă și ucraineană contemporane. limbile nord-caucaziene au influențat puternic lexicul acestui dialect, dar este folosită totuși gramatica limbii ruse. 
Numeroși cazaci refuză să se consideră parte a etniei ruse și se consideră parte a unui subgrup etnic separat. În cadrul recensământului din 2002, cazacii au putut să-și declare o naționalitate distinctă, ca un subgrup etnic rus separat.  Cazacii din Ținutul Krasnodar, Adîghea, Karaciai-Cerchezia, unele regiuni din Ținutul Stavropol și Cabardino-Balcaria numărau până la aproximativ 25.000 de bărbați. Trebuie menționat faptul în cadrul recensământului au fost considerați „cazaci” doar bărbații care erau în serviciul activ al Armatei Kubanului, aceasta dintr-un total de aproximativ 300.000 de familii.  Unii dintre cazacii neafiliați politico-militar cu Armata cazacilor din Kuban, așa cum este directorul C „Corului cazacilor din Kiban”, Viktor Zaharcenko, au păstrat de-a lungul timpul o orientare pro-ucrianeană.
| Rusia              | 145.166.731      | 140.028 |
| Republica          | Populația totală | Cazaci  |
| Adîghea            | 447.109          | 470     |
| Cabardino-Balcaria | 901.494          | 307     |
| Karaciai-Cerchezia | 439.470          | 2.501   |
| Ținutul Krasnodar  | 5.125.221        | 17.542  |
| Ținutul Stavropol  | 2.231.759        | 3.902   |
| Total în Kuban     | 9.145.053        | 24.722  |